# Battery Weed
Battery Weed is een 19e-eeuwse fortificatie op Staten Island in de Amerikaanse stad New York, aan de westkust van de zeestraat The Narrows. Deze zeestraat is de waterverbinding tussen New York en de Atlantische Oceaan. Battery Weed moest samen met Fort Hamilton en Fort LaFayette de stad beschermen tegen bedreigingen vanuit zee.
Het fort heette oorspronkelijk Fort Richmond en is ontworpen door Joseph Gilbert Totten. Twee jaar nadat het fort werd opgeleverd in 1861, werd het fort hernoemd naar haar huidige naam. Samen met Fort Tompkins vormde Battery Weed het Fort Wadsworth. Tot 1984 had het fort een militaire functie voor de Amerikaanse marine.